# 文化人放送局
文化人放送局（ぶんかじんほうそうきょく）は、インターネット放送チャンネルを運営するウェブサイトである。

## 沿革・概要
2017年2月12日、Facebookにて「文化人TV」としてアカウントを開設、およびYouTubeでの動画配信開始。最初の番組はたかまつななによる「時事ワード解説『天下り』」であった。同年3月、Twitterにてアカウントを開設。
チャンネル桜、言論テレビ、真相深入り!虎ノ門ニュースと並ぶ代表的な保守系インターネット番組である。
2017年11月9日、生田與克・和田政宗・足立康史の対談を収めた『報道特注（本）』が育鵬社から出版された。
2017年12月、「文化人TV」から「文化人放送局」に改称。
「報道特注」の歴代レギュラー出演者は、生田らの他に上念司・山口敬之・加藤清隆などである。
株式会社文化人放送局は、2015年6月設立（原文ママ）同年9月20日、東京都渋谷区東から奈良県天理市川原城町に所在地変更したのち、2019年3月に東京都中央区銀座7丁目へ変更。
2021年4月15日、生田が加藤らとの対立等を理由に今後文化人放送局を含む政治番組には一切出演しないことを自身のTwitterで発表。

## 主な番組

### 配信中
- マンデーバスターズ
- 洋一の部屋
- 怒れるスリーメン
- 怒っていいとも
- The Q&A
- 渡邉哲也Show
- ウィークエンドLIVE
- ポケモンGOタカチバウダ話
- 週刊文化人放送局NAVI
- ザ・フェイクニュース
- 西川悟平weekendダイジェスト
- Friday LIVE
- Saturday LIVE
- 復刊！撃論ムック
- 文化人デジタル瓦版
- 山口インテリジェンスアイ
- リアルマトリックス

### 過去
- 報道特注
- 日本の病巣を斬る
- 上念司の深掘り
- 生田のいくバズ
- イクちゃん加トちゃん
- イクタヨーカドー
- 加藤＆阿比留のTVなんだかなぁ
- 愛国四銃士